# Eden Shamir
Eden Shamir (in ebraico עדן שמיר‎?; Kiryat Motzkin, 25 giugno 1995) è un calciatore israeliano, centrocampista del Maccabi Petah Tiqwa.

## Caratteristiche tecniche
È un mediano.

## Carriera
Cresciuto nel settore giovanile dell'Ironi K. Shmona, ha esordito in prima squadra il 9 novembre 2013 disputando l'incontro di Ligat ha'Al pareggiato 0-0 contro l'Hapoel Ra'anana.
Il 19 giugno 2019 è passato all'Hapoel Be'er Sheva, dove è rimasto per una stagione prima di trasferirsi in Europa allo Standard Liegi.
L'11 agosto 2021 viene ceduto in prestito al Maccabi Tel Aviv.

## Statistiche
Statistiche aggiornate al 16 gennaio 2020.

### Presenze e reti nei club
| Stagione               | Squadra                | Campionato             | Campionato | Campionato | Coppe nazionali | Coppe nazionali | Coppe nazionali | Coppe continentali | Coppe continentali | Coppe continentali | Altre coppe | Altre coppe | Altre coppe | Totale | Totale | Totale |
| Stagione               | Squadra                | Comp                   | Pres       | Reti       | Comp            | Pres            | Reti            | Comp               | Pres               | Reti               | Comp        | Pres        | Reti        | Pres   | Reti   |        |
| ---------------------- | ---------------------- | ---------------------- | ---------- | ---------- | --------------- | --------------- | --------------- | ------------------ | ------------------ | ------------------ | ----------- | ----------- | ----------- | ------ | ------ | ------ |
| 2013-2014              | Ironi K. Shmona        | LHA                    | 12         | 0          | CI+TC           | 2+0             | 0               |                    | -                  | -                  |             | -           | -           | 14     | 0      |        |
| 2014-2015              | Ironi K. Shmona        | LHA                    | 6          | 0          | CI+TC           | 0+1             | 0               | UEL                | 0                  | 0                  |             | -           | -           | 7      | 0      |        |
| 2015-2016              | Ironi K. Shmona        | LHA                    | 32         | 3          | CI+TC           | 0+7             | 0               | UEL                | 1                  | 0                  | SI          | 1           | 0           | 41     | 3      |        |
| 2016-2017              | Ironi K. Shmona        | LHA                    | 24         | 2          | CI+TC           | 4+8             | 0               |                    | -                  | -                  |             | -           | -           | 36     | 2      |        |
| 2017-2018              | Ironi K. Shmona        | LHA                    | 16         | 2          | CI+TC           | 3+5             | 1+0             |                    | -                  | -                  |             | -           | -           | 24     | 3      |        |
| 2018-2019              | Ironi K. Shmona        | LHA                    | 32         | 5          | CI+TC           | 1+4             | 1+0             |                    | -                  | -                  |             | -           | -           | 37     | 6      |        |
| Totale Ironi K. Shmona | Totale Ironi K. Shmona | Totale Ironi K. Shmona | 122        | 12         |                 | 35              | 2               |                    | 1                  | 0                  |             | 1           | 0           | 159    | 14     |        |
| 2019-2020              | Hapoel Be'er Sheva     | LHA                    | 17         | 1          | CI+TC           | 0               | 0               | UEL                | 8                  | 2                  |             | -           | -           | 25     | 3      |        |
| Totale carriera        | Totale carriera        | Totale carriera        | 139        | 13         |                 | 35              | 2               |                    | 9                  | 2                  |             | 1           | 0           | 184    | 17     |        |

## Palmarès

### Club
- Coppa d'Israele: 1

Ironi K. Shmona: 2013-2014
- Supercoppa d'Israele: 1

Ironi K. Shmona: 2015